# Raimane Daou
Pour les articles homonymes, voir Daou.
Raimane Daou (né le 20 novembre 2004 à Dzaoudzi) est un footballeur international comorien jouant au poste de milieu défensif à l'Olympique de Marseille. Il possède aussi la nationalité française.

## Carrière en club
Raimane Daou évolue dans les catégories de jeunes dans les clubs de la région marseillaise, le FC Septèmes, Marignane Gignac et le SC Air Bel, avant de rejoindre la réserve de l'Olympique de Marseille en 2021, signant un contrat jusqu'en 2024. Il dispute notamment la Youth League 2021-2022 avec les U19 avaint d'intégrer l'équipe réserve. Au cours de la saison 2022-2023, il est convoqué pour la première fois en équipe senior pour un match de Coupe de France contre le Hyères FC, mais ne rentre pas en jeu. Il fait sa première apparition en équipe première en quart de finale retour de la Ligue Europa 2023-2024 contre le Benfica Lisbonne.

## Carrière internationale
Raimane Daou fait partie de l'équipe des Comores des moins de 20 ans participant au Tournoi Maurice-Revello en 2022. Il fait ses débuts avec l'équipe nationale senior des Comores lors d'une victoire 2-1 en amical contre le Cap-Vert le 17 octobre 2023.

## Style de jeu
Daou est un milieu de terrain polyvalent aimant se projeter vers l'avant. Il est capable de jouer sur tout le milieu de terrain et la ligne défensive.

## Statistiques

### Générales
| Saison                | Club                   | Championnat           | Championnat | Championnat | Championnat | Coupe(s) nationale(s) | Coupe(s) nationale(s) | Coupe(s) nationale(s) | Compétition(s) continentale(s) | Compétition(s) continentale(s) | Compétition(s) continentale(s) | Compétition(s) continentale(s) | Total | Total | Total |
| Saison                | Club                   | Division              | M.          | B.          | P.d.        | M.                    | B.                    | P.d.                  | Comp.                          | M.                             | B.                             | P.d.                           | M.    | B.    | P.d.  |
| 2023-2024             | Olympique de Marseille | Ligue 1               | 1           | 0           | 0           | -                     | -                     | -                     | C3                             | 1                              | 0                              | 0                              | 2     | 0     | 0     |
| Total sur la carrière | Total sur la carrière  | Total sur la carrière | 1           | 0           | 0           | -                     | -                     | -                     | -                              | 1                              | 0                              | 0                              | 2     | 0     | 0     |

### En équipe nationale
| Saison                | Sélection             | Phases finales        | Phases finales | Phases finales | Phases finales | Éliminatoires CDM | Éliminatoires CDM | Éliminatoires CDM | Matchs amicaux | Matchs amicaux | Matchs amicaux | Total | Total | Total |
| Saison                | Sélection             | Compétition           | M              | B              | Pd             | M                 | B                 | Pd                | M              | B              | Pd             | M     | B     | Pd    |
| --------------------- | --------------------- | --------------------- | -------------- | -------------- | -------------- | ----------------- | ----------------- | ----------------- | -------------- | -------------- | -------------- | ----- | ----- | ----- |
| 2023-2024             | Comores               | -                     | -              | -              | -              | 1                 | 0                 | 0                 | 3              | 0              | 0              | 4     | 0     | 0     |
| 2024-2025             | Comores               | -                     | -              | -              | -              | 1                 | 0                 | 0                 | -              | -              | -              | 1     | 0     | 0     |
| Total sur la carrière | Total sur la carrière | Total sur la carrière | -              | -              | -              | 2                 | 0                 | 0                 | 3              | 0              | 0              | 5     | 0     | 0     |

### Matchs internationaux
| Matchs internationaux de Raimane Daou | Matchs internationaux de Raimane Daou | Matchs internationaux de Raimane Daou                | Matchs internationaux de Raimane Daou | Matchs internationaux de Raimane Daou | Matchs internationaux de Raimane Daou               | Matchs internationaux de Raimane Daou                                  |
|                                       | Date                                  | Lieu                                                 | Adversaire                            | Résultat                              | Compétition                                         | Notes                                                                  |
| ------------------------------------- | ------------------------------------- | ---------------------------------------------------- | ------------------------------------- | ------------------------------------- | --------------------------------------------------- | ---------------------------------------------------------------------- |
| 1.                                    | 17 octobre 2023                       | Stade Parsemain, Fos-sur-Mer, France                 | Cap-Vert                              | 1 - 2                                 | Match amical                                        | Titulaire                                                              |
| 2.                                    | 17 novembre 2023                      | Stade omnisports de Malouzini, Iconi, Comores        | Centrafrique                          | 4 - 2                                 | Éliminatoires de la Coupe du monde de football 2026 | Entre en jeu à la place de Faïz Selemani à la 92e minute de jeu.       |
| 3.                                    | 22 mars 2024                          | Annexe du Grand stade de Marrakech, Marrakech, Maroc | Ouganda                               | 4 - 0                                 | Match amical                                        | Entre en jeu à la place de Youssouf M'Changama à la 78e minute de jeu. |
| 4.                                    | 25 mars 2024                          | Grand stade de Marrakech, Marrakech, Maroc           | Angola                                | 0 - 0                                 | Match amical                                        | Entre en jeu à la place de Yacine Bourhane à la 88e minute de jeu.     |